# Kongregace malých sester katolických porodnic
Kongregace malých sester katolických porodnic je ženský institut zasvěceného života založený v Jallieu ve Francii v roce 1932 Émile-Maurice Guerrym, generálním vikářem arcidiecéze Cambrai, a sestrou Marie Jean-Baptiste Lantelme (již od roku 1930 ale fungoval ve formě katolické porodnice pod vedením sestry Lantelme). Jeho posláním je podílet se na poslání Církve ve službě životu, lásce a rodině a ochraně lidského života od početí. Kongregace působí ve Francii a Senegalu. 